# UTC+01:24
Az UTC+01:24 egy időeltolódás volt, amely egy órával és 24 perccel volt előrébb a greenwichi középidőtől (GMT). Jelenleg már egy terület sem használja.

## Korábban használó területek

### Európa
- Egykori Lengyel-litván Nemzetközösség (ma  Litvánia,  Lengyelország)

## A korábban ebben az időeltolódásban lévő időzónáról
| Időzóna neve angolul | Időzóna neve magyarul |
| -------------------- | --------------------- |
| Warsaw Mean Time     | Varsói idő            |

A Warsaw Mean Time időzónát a 19. század elejétől használták a Lengyel-litván Nemzetközösségben. 1915. augusztus 5-én Varsó a Közép-európai időre állt át, majd Lengyelország nagy része gyorsan követte.

## Fordítás
Ez a szócikk részben vagy egészben  az   UTC+01:24 című angol Wikipédia-szócikk fordításán alapul.  Az eredeti cikk szerkesztőit annak laptörténete sorolja fel. Ez a jelzés csupán a megfogalmazás eredetét és a szerzői jogokat jelzi, nem szolgál a cikkben szereplő információk forrásmegjelöléseként.